# Бадањ (Дрниш)
Бадањ је насељено мјесто у сјеверној Далмацији. Налази се у саставу града Дрниша, у Шибенско-книнска жупанији, Република Хрватска.

## Географски положај
Налази се на западном ободу Петровог поља, у подножју планине Промине. Најближе је граду Дрнишу, налази се 2,5 км сјевероисточно. У близини насеља налази се жељезничка станица Дрниш.

## Историја
Бадањ се од распада Југославије до августа 1995. године налазио у Републици Српској Крајини.

## Култура
У Бадњу се налази римокатоличка црква Свети Иван.

## Становништво
По попису из 2001. године, Бадањ је имао 326 становника. Насеље је према попису становништва из 2011. године имало 280 становника.
| Националност       | 1991. | 1981. | 1971. | 1961. |
| Хрвати             | 401   | 383   | 545   |       |
| Срби               | 12    | 11    | 24    |       |
| Југословени        | 2     | 3     | 2     |       |
| остали и непознато | 3     | 11    |       |       |
| Укупно             | 418   | 408   | 571   | '     |

| Демографија | Демографија | Демографија |
| Година      | Становника  | Становника  |
| ----------- | ----------- | ----------- |
| 1961.       | 562         |             |
| 1971.       | 571         |             |
| 1981.       | 408         |             |
| 1991.       | 418         |             |
| 2001.       | 326         |             |
| 2011.       |             | 280         |

## Попис 1991.
На попису становништва 1991. године, насељено место Бадањ је имало 418 становника, следећег националног састава:
| Попис 1991.‍  | Попис 1991.‍  | Попис 1991.‍ | Попис 1991.‍ | Попис 1991.‍ |
| ------------ | ------------ | ----------- | ----------- | ----------- |
|              |              |             |             |             |
| Хрвати       | Хрвати       |             | 401         | 95,93%      |
| Срби         | Срби         |             | 12          | 2,87%       |
| Југословени  | Југословени  |             | 2           | 0,47%       |
| остали       | остали       |             | 1           | 0,23%       |
| неопредељени | неопредељени |             | 2           | 0,47%       |
| укупно: 418  |              |             |             |             |